# Michel Sittow
Michel Sittow zvaný též Reval, Miguel Sithium, Melchior Aleman atd. (asi 1469 Tallinn – 1525 Tallinn) byl estonský malíř, který svá díla tvořil v tradici raně nizozemského malířství. Po většinu svého života pracoval jako dvorní malíř portrétů pro Isabellu Kastilskou, Habsburky a další šlechtické rody ve Španělsku a Nizozemsku. Byl jedním z nejvýznamnějších vlámských malířů své doby. V jeho díle vynikají tzv. poloviční portréty a obrazy Madon.

## Život
Jeho otcem byl Nizozemec nebo Němec, matka byla Švédka. Otec byl jeho prvním učitelem malířství, nicméně vybral mu mnišskou kariéru v dominikánském klášteře. Teologii zde však nedostudoval a roku 1484 odešel do Brugg s cílem stát se malířem. Zde se jeho učitelem stal buď Hans Memling nebo Hugo van der Goes. Poté žil v Itálii a roku 1492 se stal dvorním malířem španělské královny Isabely Kastilské. V jejích službách působil až do její smrti v roce 1504, i když již roku 1502 ho poslala zpět do Nizozemska, na dvůr svého zetě Filipa I., syna císaře Maxmiliána I. (Nizozemsku tehdy vládli Habsburkové). Po královnině smrti se stal oficiálním dvorním malířem Filipa, ten však roku 1506 rovněž zemřel. Sittow se poté vrátil do rodného Tallinnu, kde ho čekala nepříjemná tahanice o rodový majetek s nevlastním otcem, kterou ukončila až smrt nevlastního otce v roce 1518. Ve své práci pokračoval především ve Finsku a Dánsku, odkud přicházelo nejvíce zakázek. V následujících letech byl povolán zpět do Nizozemska, ke dvoru Markéty Habsburské. Ke svému dvoru ho pozval také Karel I. (budoucí císař Karel V.), takže cestoval i do Španělska. Nakonec se vrátil do Tallinnu, kde i zemřel. V závěru života se přiklonil k protestantismu.

## Galerie

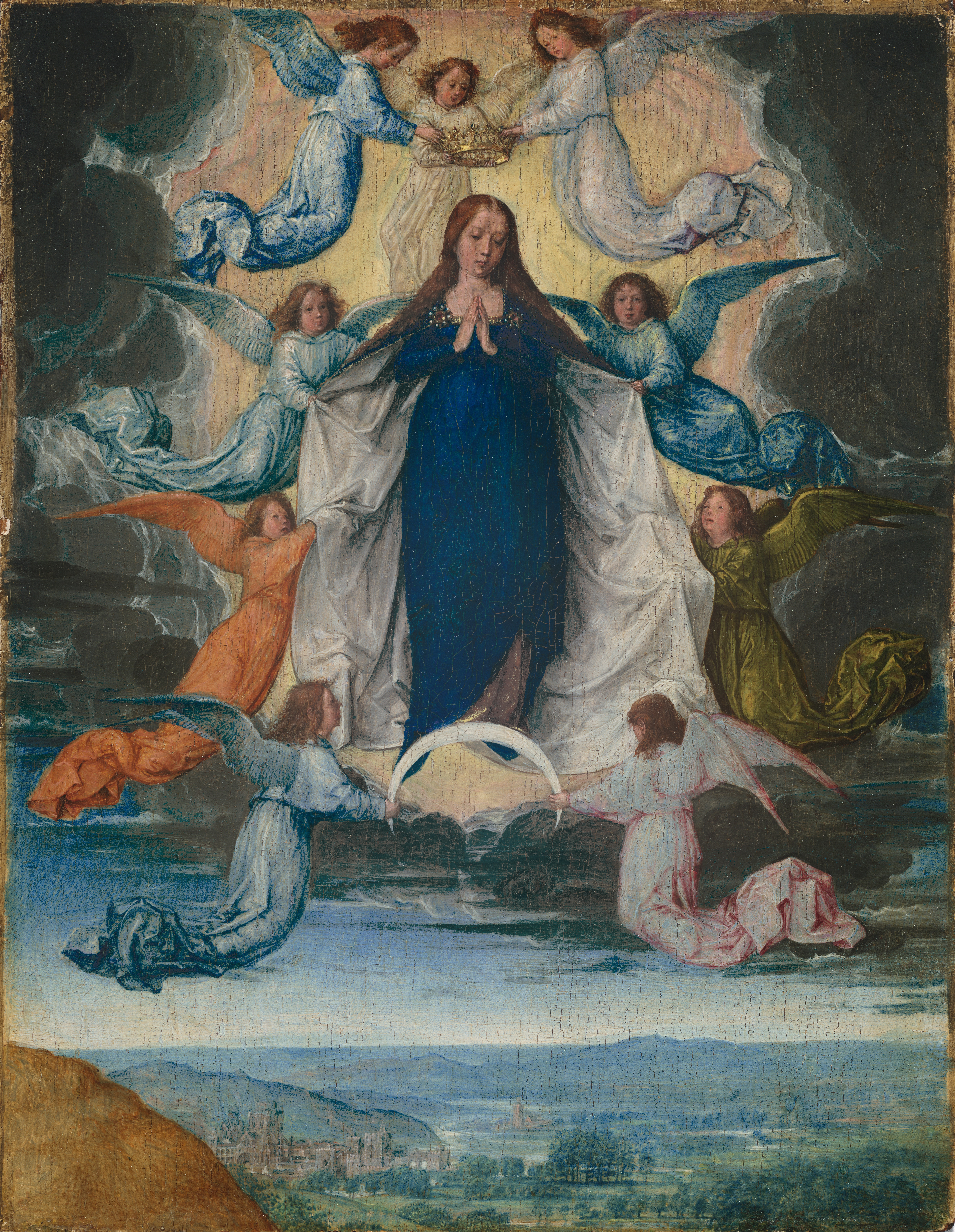
Assumption of the Virgin, asi 1500
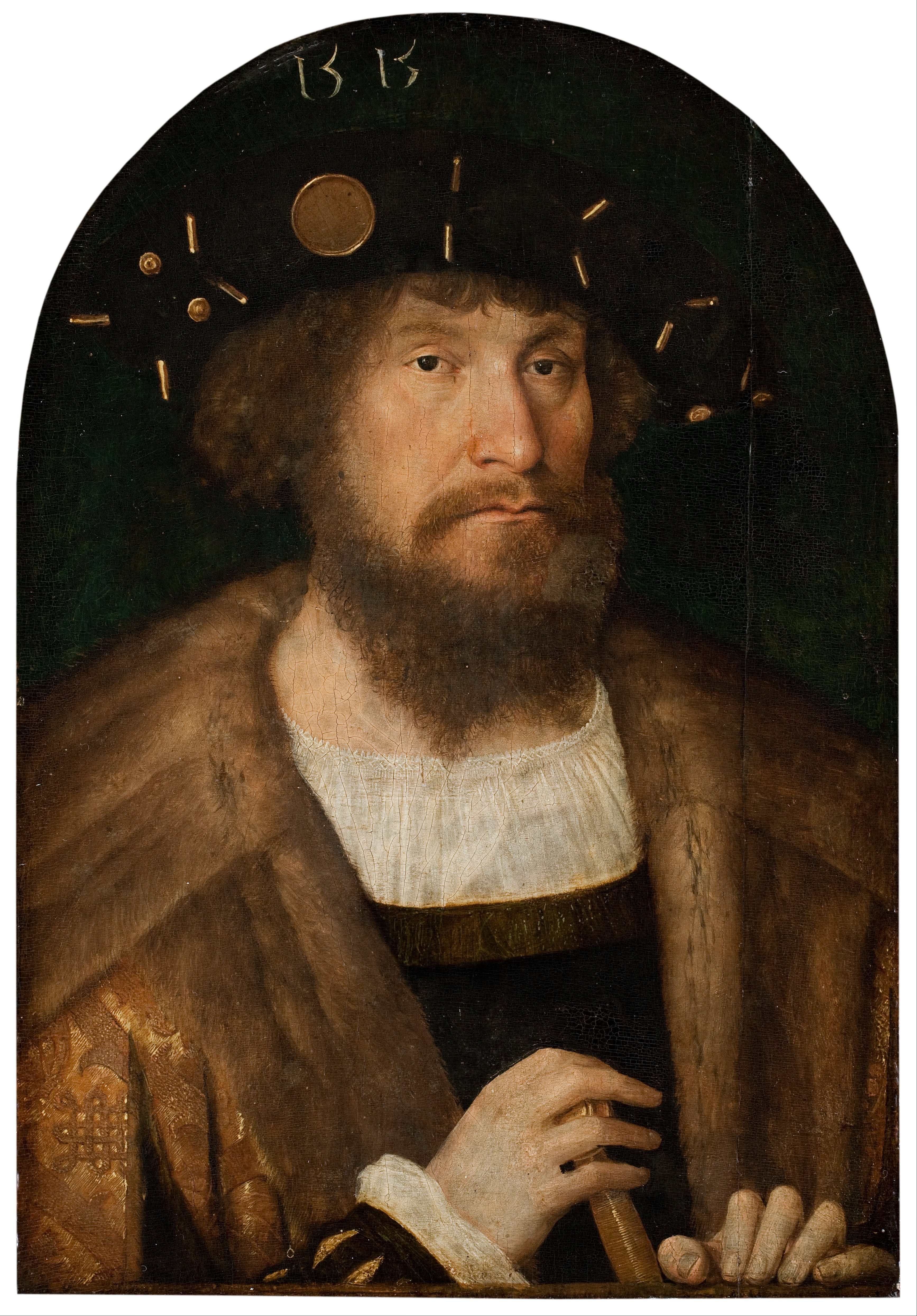
Portrét dánského krále Christiána II.
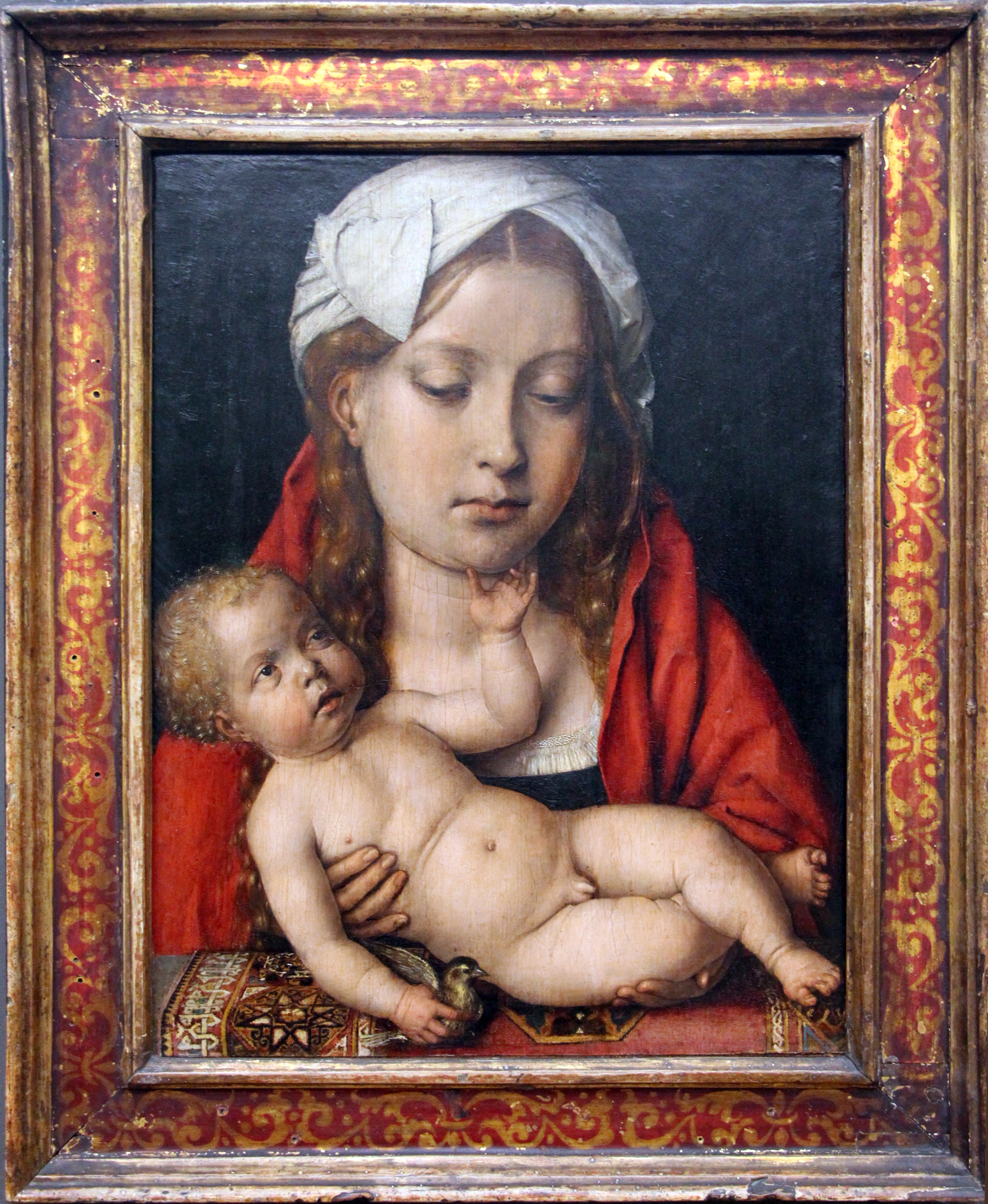
Madona s dítětem, asi 1515
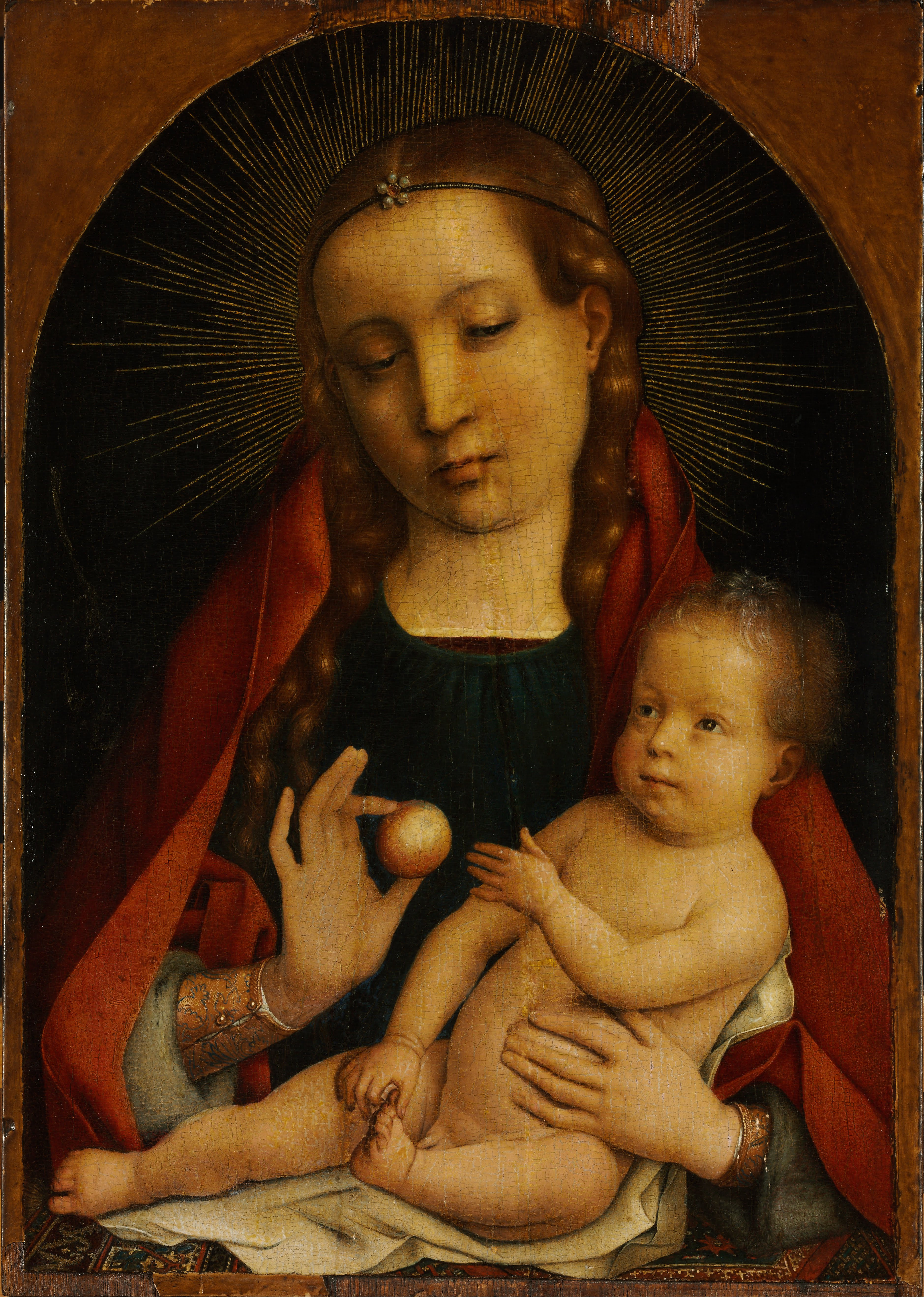
Madona s dítětem, 1489–1492